# Katharisme
Katharisme var en religiøs bevægelse med dualistiske kristne og gnostiske elementer, som opstod i Languedoc i det 12. århundrede, og som havde sin storhedstid i det 13. århundrede. Katharismen blev fordømt af den romersk-katolske kirke enten som en kættersk kristen sekt eller som en ikke-kristen religion. Den grundlæggende doktrin i katharismen, som den romersk-katolske kirke opfattede som kættersk, var opfattelsen af Kristi genopstandelse som en genfødsel og ikke en opstandelse fra graven. Katharismen fandtes i det meste af Europa men var særligt udbredt i Languedoc og Occitanien i det nuværende sydlige Frankrig.
Betegnelsen kathar stammer sandsynligvis fra det græske καθαροί – "de rene". En af de første gange, man støder på ordet, er hos Eckbert von Schönau, der i 1165 skrev om kættere fra Köln: Hos nostra germania catharos appellat ("I Tyskland kalder vi disse mennesker katharer.")
Katharerne blev også kaldt albigenserne fra slutningen af det 12. århundrede og brugt af krønikeskriveren Geoffroy du Breuil af Vigeois i 1181. Betegnelsen henviser til byen Albi nordøst for Toulouse. Betegnelsen er i øvrigt misvisende, idet bevægelsen ikke havde et centrum og også blomstrede i det nuværende Italien, Tyskland, Nordfrankrig og Spanien.

## Oprindelse
Den kathariske tro kom fra Østeuropa via handelsruterne. Betegnelsen bulgarerne (bougres) blev også brugt om albigenserne, og de vedligeholdt deres forbindelser med bogomilerne i Thrakien. Deres doktriner ligner på mange måder bogomilerne og paulikanernes. Størstedelen af det, vi ved om katharerne, ved vi fra deres modstandere, da katharernes egne skrifter blev ødelagt, fordi de udgjorde en trussel mod den kristne teologi. Der findes et par af katharernes skrifter, som er bevaret af deres modstandere (Rituel Cathare de Lyon, Nouveau Testament en Provencal), og som giver et lille indblik i katharernes verden, men som også lader mange spørgsmål ubesvarede. En lang tekst, De to princippers bog, har overlevet og uddyber katharernes dualistiske teologi.
I almindelighed havde katharerne ingen præster i modsætning til den katolske kirke, og de protesterede også mod korruptionen og dovenskaben i det romersk-katolske præsteskab. Det er selvfølgelig den holdning, som den katolske kirke giver udtryk for med den udtrykkelige hensigt at bagatellisere den doktrinære trussel, som katharerne udgjorde. De kathariske menigheders ældste, som katolikkerne kaldte cathari eller perfecti, og som de selv kaldte bons hommes og bons femmes eller bons chrétiens, ("gode mænd/kvinder" eller "gode kristne") talte kun få; det store flertal af troende (credentes) blev ikke indviet i de dybere mysterier og forventedes ikke at tilslutte sig det asketiske liv, som perfecti førte. Inden de døde, modtog de åndens dåb; en ceremoni, der gjorde en troende til perfectus. Dette sakramente kaldtes consolamentum.
De første kendte katharer i Occitanien dukkede op i Limousin mellem 1012 og 1020. Adskillige blev afsløret og henrettet i Toulouse i 1022. Synoderne i Charroux (1028) og Toulouse (1056) fordømte den voksende sekt. Prædikanter blev hidkaldt til distrikterne Agenais og Toulousain for at bekæmpe katharernes lære i 1100-tallet. Imidlertid voksede katharernes indflydelse i syd takket være den beskyttelse de fik fra Guillaume, hertugen af Aquitanien, og en stor del af adelen i det sydlige Frankrig. Det vides også, at en del katolske præster omvendte sig til katharismen. Folk var imponerede over bon hommes og bons femmes og de antipræstelige prædikener fra Peter af Bruys' og Henri af Lausannes side. Et landemærke i kartharernes historie var koncilet i Saint Felix i 1167 med deltagelse af mange lokale katharer og også af bogomilernes pave Nicetas, katharernes biskop i Nordfrankrig og en af lederne af katharerne i Lombardiet.
Historikere er ikke enige, om hvorvidt katharerne repræsenterer en fortsættelse af markionismen, gnosticismen og manikæismen, selvom der er tydelig forbindelse mellem katharernes tro og forskellige skrifter i Nag Hammadi-skrifterne.

## Tro

### Menneskets lod
Katharerne hævdede, at der i mennesket eksisterede en gnist af guddommeligt lys. Dette lys eller ånd var fanget i fordærvets rige – identificeret som den materielle verden. Dette var et tydeligt træk i den klassiske gnosticisme, manikæismen og bogomilernes teologi. Denne opfattelse af mennesket lod hos katharerne skyldes sandsynligvis direkte og indirekte historiske påvirkninger fra disse ældre (og ofte brutalt undertrykte) gnostiske bevægelser. Ifølge katharerne blev verden skabt af en mindre guddom, meget lig demiurgen i den klassiske gnosticisme. Denne skabende kraft var ikke den "Sande Gud", selvom han lod som om, han var den "eneste ene Gud". Katharerne identificerede denne mindre guddom, demiurgen, med Satan (de fleste former af gnosticismen så ikke nogen direkte forbindelse mellem demiurgen og Satan). Grundlæggende mente katharerne, at den Gud, som de romersk-katolske tilbad, var en svindler, og at hans kirke var en fordærvet vederstyggelighed gennemsyret af den materielle verdens mangler. Ånden – menneskehedens virkelige indre – var således fanget i den mangelfulde fysiske verden skabt af en tronraner og styret af hans fordærvede håndlangere.

### Eskatologi
Målet for katharernes eskatologi var frigørelsen fra begrænsningens og fordærvets rige, identificeret som den materielle verden. Vejen til frigørelse krævede, at man indså det iboende fordærv i middelalderens "konsensusvirkelighed" med de kirkelige, dogmatiske og samfundsmæssige strukturer. Når man var blevet bevidst om menneskelivets grumme eksistentielle virkelighed (materiens "fængsel"), var vejen til den åndelige frigørelse åbenbar: man måtte bryde materiens lænker. Det var en trinvis proces. Tilsyneladende anerkendte katharerne reinkarnationens potentiale. De, som ikke kunne opnå frigørelsen i deres nuværende liv, ville senere vende tilbage og fortsætte kampen. For katharerne var reinkarnation hverken noget nødvendigt eller ønskværdigt men et resultat af den kendsgerning, at ikke alle mennesker kunne bryde ud af materiens lænker i et enkelt livsforløb.

### Consolamentum
Katharernes samfund var inddelt i to kategorier: perfecti (de perfekte) og credentes (de troende). Perfecti var bevægelsens kerne, selvom antallet af perfecti i katharernes samfund altid var lille og på intet tidspunkt oversteg mere end nogle få tusinde. Uanset deres lille antal var det dem, der videreførte den kathariske tradition, den "sande kristne kirke". (Når det drejer sig om den karthariske tros grundsætninger, må man forstå, at kravet om absolut askese kun gjaldt perfecti.) Man blev medlem af perfecti ved et ritual kaldet consolamentum, der både var et sakramente og en slags præsteindvielse – et sakramente, fordi det førte til forløsning og frigørelse fra denne verden; en slags præsteindvielse, fordi perfecti fungerede som en slags katharisk præsteskab (også selvom man eksplicit afviste præsteskab). Consolamentum var således både Helligåndens dåb, syndsforladelse og præsteindvielse i ét. Efter at have modtaget consolamentum overlod den nye perfectus sine ejendele til samfundet og klædte sig i en simpel sort kåbe med bælte og viede sit liv til at følge Kristi og hans apostles eksempel – et ofte omvandrende liv i renhed, bøn, prædiken og velgørende arbejde. Perfecti var især optaget af at hjælpe andre til at finde vejen, der førte fra den mørke verden regeret af mørkets herre til lysets rige, som de mente var menneskehedens oprindelige kilde og endemål.
Mens perfecti levede en enkelt og asketisk tilværelse i sparsommelighed og renhed, forventedes de kathariske credentes ikke at leve på samme strenge måde. Det forventedes dog, at de undlod at spise kød og mælkeprodukter, at de undlod at dræbe og aflægge ed. Katharismen var en populær religion, og antallet af dem, som anså sig for "troende" i slutningen af det 12. århundrede, omfattede en stor del af befolkningen i Languedoc med mange adelige. De giftede sig ofte og førte en relativt normal tilværelse i middelalderens samfund – i modsætning til perfecti, som de så op til som forbilleder. Selvom de ikke var i stand til at leve et liv i fuldstændig renhed, så credentes frem til, at det i sidste ende ville være muligt.
Mange credentes modtog, når døden nærmede sig, consolamentum og gennemgik frigørelsens ritual på et tidspunkt, hvor de strenge renhedskrav til perfecti kun skulle følges en kort tid. De, som modtog sakramentet på dødslejet, har muligvis derefter afstået fra at spise og drikke for at fremskynde døden – det blev kaldt endura. Katharernes modstandere hævdede, at de ved på denne måde at sulte sig, begik katharerne selvmord for at undslippe denne verden. Der er dog ikke meget, der tyder på, at denne praksis var særligt udbredt blandt katharerne.

### Teologi
Katharernes opfattelse af Jesus kan kaldes doketisk. Sagt enkelt, så troede de fleste katharer, at Jesus havde været åndens manifestation – et slags guddommeligt fantom snarere end et virkeligt menneske. Deres helligste skrift var Johannesevangeliet, og de forkastede Det Gamle Testamente – faktisk mente de, at Det Gamle Testamentes Gud tydeligvis var djævelen. De hævdede, at der var en højere Gud – den Sande Gud – og at Jesus var hans budbringer, i modsætning til mange andre i vesten, som var tilhængere af en modalistisk teologi, og som mente, at Jesus selv var den Sande Gud. Katharernes synspunkter svarer til Markions. Den guddom, man finder i Det Gamle Testamente, havde intet at gøre med den Kærlighedens Gud, som katharerne troede på. Det Gamle Testamentes Gud havde skabt verden som et fængsel og krævede, at "fangerne" adlød og tilbad ham i frygt. Denne falske gud var iflg. katharerne i virkeligheden en tronraner, som under de mest uretfærdige påskud plagede og myrdede dem, han kaldte "sine børn". (Denne fortolkning af Det Gamle Testamente er ikke enestående for katharerne; den minder om synspunkter i tidligere gnostiske bevægelser og peger også frem mod senere kritiske holdninger.) Læren om Treenigheden og nadverens sakramente blev også forkastet. Troen på metempsykose, eller sjælens transmigration førte til den logiske forkastelse af skærsilden, der under alle omstændigheder stadig var en nymodens idé i det 13. århundrede. For katharerne var denne verden det eneste helvede – der var ikke noget værre at frygte efter døden, bortset fra endnu et ophold i denne verden.
Selvom det er den romersk-katolske kirkes fortolkning af katharernes teologi, var katharerne grundlæggende uenige med betydningen af "genopstandelsen". I forfatteren Zoë Oldenburgs bog om det Albigensiske korstog, Massacre at Montségur, omtales katharerne som "vestlige buddhister", da de var tilhængere af "reinkarnation" og ikke-vold. Det var denne grundlæggende enighed, som førte til katharernes udryddelse.

### Sociale forhold
Katharernes teologi gav sig udslag i en social praksis, der var potentielt destabiliserende for middelaldersamfundet. For eksempel forkastede de at aflægge ed og give sit ord – en ed gjorde én afhængig af denne verden. At afvise edsaflæggelse blev opfattet som farlig i et samfund med udbredt analfabetisme, hvor stort set alle former for handler og aflæggelse af troskab var baseret på edsaflæggelse.
Samleje og reproduktion fremmede åndens slaveri af kødet, og seksuel afholdenhed blev opfattet som ønskværdigt selv inden for ægteskabet. Uformelle forhold blev muligvis foretrukket af credentes frem for ægteskabets sociale kontrakt. Perfecti forventedes at leve i fuldstændigt cølibat. Separation fra kone eller mand var måske nødvendigt for de, der ønskede at blive perfectus.
At slå ihjel var afskyeligt for katharerne, hvilket meningsløs kopulation også var, fordi det førte til afhængighed af materien. Derfor afholdt 'perfecti sig fra at indtage animalsk føde med undtagelse af fisk. (Perfecti undgik tilsyneladende at indtage alt, der kunne betragtes som et produkt af seksuel reproduktion, inkl. ost, æg, mælk og smør.) Krig og dødsstraf blev også fordømt, hvilket var usædvanligt i middelalderen.
Denne teologiske og praktiske lære førte til, at katharerne blev fordømt af de religiøse myndigheder, hvis sociale orden de var en trussel mod. De religiøse myndigheder baserede deres opfattelse på lære af Jesus, Paulus og Det Gamle Testamente. For eksempel skriver Paulus i 1 Korinther 6.12-7.39 om de ugiftes kyskhed og glæden ved ægteskabets lænker for de kristne, som vælger at blive gift. Og Jesus siger i Lukas 24.7 af HAN skal korsfæstes og opstå på den tredje dag, dvs. genopstå, og besejre døden og tjene som offerlam, det endelige offer, og således bane vejen for at Guds nåde kan gives til menneskeheden. Ved at afvise det, udviste katharerne foragt for de religiøse myndigheder.

## Undertrykkelse
I 1147 sendte pave Eugenius 3. en legat til de berørte områder for at bremse katharismens udbredelse. Den smule held, som Bernhard af Clairvaux havde, kunne ikke skjule denne missions dårlige resultater – et tydeligt tegn på sektens magt i Languedoc. Kardinal Peter af St. Chrysogonus' missioner til Toulouse og Toulousain i 1178, og kardinalbiskoppen i Albano, Henrys, missioner 1180-1181 var kun en kortvarig succes. Henry af Albanos bevæbnede ekspedition, der indtog tilflugtsstedet ved Lavour, kunne ikke udradere bevægelsen. Beslutningerne, der blev taget på den katolske kirkes konciler mod katharerne især på koncilet i Tours (1163) og det Tredje Laterankoncil (1179) – havde heller ikke megen effekt. Da pave Innocens 3. kom til magten i 1198, var han fast besluttet på at undertrykke katharerne.
Dominicus (Domingo de Guzman) mødte på en rejse katharerne i 1203 og diskuterede med dem. Han konkluderede, at kun prædikanter, som udviste ægte hellighed, ydmyghed og askese kunne overvinde overbeviste katharer. Det førte til oprettelsen af dominikanerordenen i 1216. I sidste ende var den katolske kirkes teologer ikke i stand til at modbevise katharernes tro på at "genopstandelsen" var en "genfødsel". Og derfor var det nødvendigt ikke blot at udrydde katharerne men også ødelægge deres skrifter.
I begyndelsen prøvede pave Innocens 3. med en fredelig omvendelse og sendte folk til de berørte områder. De måtte ikke blot kæmpe mod katharerne, de adelige, der beskyttede dem, og en befolkning, der tilbad dem, men også mod biskopperne i områderne, der afviste den ekstraordinære myndighed, som paven havde givet sine udsendinge. I 1204 suspenderede Innocens 3. visse biskopper i det sydlige Frankrig; i 1205 udnævnte han en ny biskop i Toulouse, den tidligere troubadour Foulquet de Marselha. I 1206 påbegyndte Diego de Acebo og hans kannik, den kommende Sankt Dominicus, et omvendelsesprogram i Languedoc; som en del heraf blev der afholdt debatter mellem katolikker og katharer.
I januar 1208 blev den pavelige udsending Pierre de Castelnau sendt af sted for at mødes med områdets hersker, grev Raymond IV af Toulouse. Pierre de Castelnau var kendt for at ekskommunikere adelsmænd, der beskyttede katharer, og han ekskommunikerede Raymond som medskyldig i kætteri. Pierre blev myrdet nær klostret i Saint Gilles på vej tilbage til Rom i 1208, angiveligt af en ridder i grev Raymonds tjeneste. Da paven hørte om mordet, gav han sine udsendinge ordre til at prædike korstog mod katharerne. Da han ikke have været i stand til at modbevise katharernes teologi, indledte han et korstog og udnævnte en række anførere til angrebet. Det førte til mere end 40 års krig mod katharerne og deres allierede i Languedoc – se det Albigensiske korstog.
Denne krig førte til, at hele adelen i Nordfrankrig gik i krig mod adelen i syd, muligvis fordi paven havde sagt, at al jord, som katharerne ejede, kunne konfiskeres. Da området var fuldt af karthar-sympatisører, blev hele området et mål for franske adelsmænd på jagt efter nyt land. De nordfranske baroner strømmede mod syd for at kæmpe for paven. Korshæren blev ledet, både åndeligt og militært, af pavens udsending Arnaud-Amaury, der var abbed i cistercienser-klosteret i Cîteaux. I krigens første store slag faldt Béziers 22. juli 1209. Arnaud blev spurgt, om hvordan man kunne skelne en kathar fra en katolik. Hans svar, som blev nedskrevet af en anden cistercienser lød: "Caedite eos. Novit enim Dominus qui sunt eius." ("Dræb dem alle. Herren genkender sine egne.") Dørene til en kirke blev brudt op, og menneskene i kirken blev nedslagtet. I alt døde 7000. Andre steder i byen blev mere end tusind lemlæstet og dræbt. Fanger blev blindet, trukket efter heste og brugt som skydeskiver. Byen blev jævnet med jorden. Arnaud skrev til sin herre, pave Innocens 3.: "I dag, Deres Hellighed, døde tyve tusind indbyggere for sværdet, uanset rang, alder eller køn."
Efter den vellykkede belejring af Carcassonne, der kom i kølvandet på massakren i Béziers, blev Simon de Montfort udnævnt til anfører for korstogshæren. Prominente modstandere af korsfarerne var Raymond-Roger de Trencavel, vicomte i Carcassonne, og hans feudalherre Peter 2. af Aragonien, som ejede lensgodser og havde vasaller. Peter døde i kampen mod korstoget i Slaget ved Muret 12. september 1213.
Krigen endte med Paris-traktaten (1229), hvorved den franske konge fratog Toulouse størstedelen af dets len og alle Trencavel-familiens len. Languedocs fyrsters uafhængighed ophørte. Men på trods af massakren mod katharerne, var katharismen ikke udryddet.
I 1215 afholdtes det Fjerde Laterankoncil under pave Innocens 3.s ledelse. Et af hovedmålene var at bekæmpe katharernes kætteri uden at man forklarede, hvad kætteriet bestod i: en anden forståelse af "genopstandelsen".
Inkvisitionen blev oprettet i 1229 for at stoppe katharerne. Ved at operere i Sydfrankrig ved Toulouse, Albi, Carcassone og andre byer gennem hele det 13. århundrede og en stor del af det 14. århundrede lykkedes det at tilintetgøre bevægelsen. Katharernes fæstning Montségur blev belejret fra maj 1243 til marts 1244 af Carcassonnes senechal og ærkebispkoppen i Narbonne. Den 16. marts 1244 fandt en stor og symbolsk vigtig massakre sted, hvor over 200 perfecti blev brændt på bålet ved foden af fæstningen. Desuden idømte kirken strenge straffe til alle, der mistænktes for at sympatisere med katharerne.
På grund af inkvisitionens jagt på dem, og fordi områdets adelsmænd ophørte med at støtte dem, blev albigenserne i stigende grad spredt og gemte sig i bjergene og skovene og mødtes kun i hemmelighed. I begyndelsen af det 14. århundrede fandt der opstande sted under ledelse af Bernard af Foix, Aimery af Narbonne og franciskanermunken Bernard Délicieux. Men på det tidspunkt havde Inkvisitionen iværksat omfattende undersøgelser, som beskrevet i optegnelser foretaget af bl.a. invikisitorerne Bernard af Caux, Jean de St. Pierre og Geoffroy d'Ablis. De tilfangetagne perfecti gav sjældent afkald på deres tro og blev i hundredvis brændt levende på bålet. Angrende lægmænd blev straffet, men generelt blev deres liv skånet, så længe de ikke vendte tilbage til katharismen. De blev tvunget til at gå med gule kors på tøjet.
Efter årtiers voldsom forfølgelse og den fuldstændige ødelæggelse af deres skrifter – var sekten færdig og kunne ikke skaffe nye tilhængere. Efter 1330 findes der kun få optegnelser om Inkvisitionens sager mod katharer. Det sidste kendte perfectus i Languedoc, Guillaume Bélibaste, blev henrettet i 1321.
Andre bevægelser som Valdenserne og de panteistiske Den Frie Ånds Brødre og Søstre, som også blev forfulgt, overlevede i fjerne egne og i små antal til det 14. og 15. århundrede. Valdensernes ideer blev inkorporeret i de tidlige protestantiske sekter som . husitterne og lollarderne.